# Яків бен Рувим
Яків бен Рувим (יעקב בן ראובן) - караїмський ученим і біблійним екзегет ХІ століття. 
Яків є автором коротого коментаря на івриті до всієї Біблії, який назвав Сефер га-Ошер, тому що, як він говорить у вступі, читач знайде в них достатньо інформації, і йому не потрібно буде звертатися до багатьох об'ємних коментарів з якою радився сам автор. Книга насправді є лише компіляцією; пояснення автора будь-якого даного уривку часто вводяться за допомогою абревіатур або (тобто, арабське "ma'nahu" або "ya'ni" = "тобто"); а різні пояснення інших коментаторів додаються одне за іншим і перед ними розпливчаста фраза ("інший говорить"). Насправді це, головним чином, уривок з твору Єфета бен Алі, у якого Яків запозичив більшість своїх пояснень, а також цитат різних авторів, головним чином про П'ятикнижжя. Але Яків також спирався на пізніших караїмських авторів, останнім з яких є Єшуа бен Єгуда, який, наскільки відомо, процвітав близько 1054 року (див. ГHarkavy, Hadashim gam Yeshanim, VII. 17). Ця дата вказує на другу половину одинадцятого століття як дату складання Сефер-га-Ошера.
Серед рабиністських авторів Яків цитує Абу аль-Валіда ібн Йону; але його цитати, очевидно, були навмисно приховані Фірковичем у його виданні (див. Авраам Гаркаві, Altjüdische Denkmäler aus der Krim, с. 211, примітка 1), хоча вони знайдені в рукописах, і один із них наведено у виданні (Jer Jer. Iv. 37; fol. 2b, рядок 1). Якщо Яків читав Абу аль-Валіда не в арабському оригіналі, а в єврейському перекладі, він, мабуть, склав свою книгу у другій половині ХІІ століття. Авраам Фіркович вважає, що Яків жив у Керчі і називали його євреєм; і він стверджує, що цитований кілька разів у коментарі до П'ятикнижжя ідентичний Аврааму бен Сімхе з Керчі (близько 986), персонажу, винайденому ним. Обидва ці припущення в кращому випадку є неміцними, і більшість вчених відкидають їх. Яків, мабуть, був вихідцем із Константинополя, оскільки його коментар містить грецькі мовні глоси ; і, схоже, на нього вплинули візантійські автори.
Сефер ха-Ошер (станом на початок ХХ століття) був знайдений у рукописі в Санкт-Петербурзі, Парижі та Лейдені. Повідомляється, що в бібліотеці останнього міста міститься два примірники коментарів до попередніх пророків та до дванадцяти менших пророків ("Кат. Leyden, "8, 12; див. Steinschneider," Hebr. Уберс. "С. 941). Ще одна частина, від Єремії до Хронік (крім псалмів), була надрукована під загальною назвою "Mibḥar Yesharim" разом із "Mibḥar" Аарона бен Йосифа для попередніх пророків та Ісаї (Кослов, 1835). Штайншнайдер відредагував вступ ("Кат. Лейден, "с. 384); Пінськер надрукував уривки до П'ятикнижжя ("Liḳḳuṭe Ḳadmoniyyot", ii. 83 та наступні); і Князі, уривки до псалмів («Арх. Isr. "1847;" Orient, Lit. "1850, с. 12). Sefer ha-'Osher не має особливого значення для екзегезису караїмської Біблії, а також, наскільки відомо, не згадується попередніми караїмськими авторами. Але, можливо, ним користувався перекладач з єврейської мови або редактор коментаря Єфетів до Малих пророків. З останньої роботи початок Осії був відредагований Теттерманом ("Die Weissagung Hoseas", с. 90 та наступні, Leipsic, sa [1880]; див. Steinschneider, "Hebr. Уберс. "Lc).
Якова бен Рувима помилково ідентифікували з рабиністським перекладачем "Liber Lapidum" (англійським єпископом Марбодом, помер 1123) з латинської на іврит, переклад також має назву Sefer ha-'Osher (Steinschneider, lcp 957; Меморіальний том Когута, с. 56). Крім того, Якова не слід плутати з рабиністським письменником-полемістом Яковом бен Рувимом, автором антихристиянської праці "Мільхамот Адонай".